# Jevišovice
Jevišovice település Csehországban, a Znojmói járásban. Jevišovice Černín, Boskovštejn, Bojanovice, Vevčice és Střelice településekkel határos. Lakosainak száma 1150 fő (2024. január 1.).

## Népesség
A település lakosságának változását az alábbi diagram mutatja:
| Lakosok száma | 1087 | 1182 | 1222 | 973  | 1138 | 1167 | 1161 | 1168 | 1146 | 1150 |
|               | 1869 | 1890 | 1921 | 1950 | 1980 | 2001 | 2017 | 2019 | 2022 | 2024 |